# Патријарашке парохије у Канади
Патријарашке парохије у Канади (рус. Патриаршие приходы в Канаде) органски су дио Руске православне цркве.
Надлежни архијереј је епископ Јов (Смакоуз), а сједиште се налази у Едмонтону.

## Историја
Историја настанка Патријарашких парохија у Канади доводи се у везу с оснивањем прве православне мисије на територији Сјеверне Америке (1794) од стране монаха Валамског манастира. Залагањем ових монаха, основана је и прва епархија са сједиштем у Сан Франциску (1872). Године 1905. сједиште је било премјештено у новоизграђени Николајевски сабор у Њујорку од стране тадашњег архиепископа Тихона, потоњег московског патријарха. Од 1907. јединствена православна епархија на америчком континенту се називала „Православна грчко-католичанска црква у Сјеверној Америци под јурисдикцијом свештене јерархије од Цркве руске“. Обухватала је цјелокупну територију САД и Канаде и обједињавала је око 100 парохија и десетине хиљада вјерника.
Љета 1897, у мјесташцу Limestone Lake, 70 mi (110 km) од Едмонтона, клирици руске православне мисије са Аљаске су служили прву православну литургију. У том мјесту, гдје су живјели и грчкокатолички Русини који су емигрирали из Галиције, многи су хтјели прећи на православље и присајединити се Руској цркви. Обратили су се епископу алеутском и аљашком Николају (Зиорову), кога су молили да им пошаље православне свештенике. Дошавши у Алберту, свештеник Дмитриј Камењев и чтец Владимир Александров, под отвореним небом су служили бдијење на фарми Фјодора Немирског. Сљедећег дана, након исповиједи и чина примања православља, била је служена литургија и молебан. Православље је примило негдје око 600 људи. У спомен на тај догађај, село је било преименовано у Восток. Даља добровољна присаједињења Русина ка Аљашкој епархији су била у вези са масовним доласком избјеглица из Галиције и Буковине на територију западних провинција Канаде (1891).
Године 1900. епископ Тихон је отправио у Алберту свештеника и чтеца на стално служење. Сљедеће године је сам отпутовао у Канаду — то је била прва посјета православног архијереја тој земљи. У вријеме посјете, епископ Тихон је извршио освећење нових храмова (Тројицког — у селу Восток, Николског — у селу Буковина, Покровске капеле — у Бивер-Крику). У то вријеме је такође било успостављено канадско намјесништво и основано братство по имену светитеља Тихона Задонског. Године 1907, било је укупно око 7.000 православних вјерника у Канади.
Након Октобарске револуције (1917), односи с највишом црквеном власти у Москви су постали затегнути. Од 1924, многе парохије Руске православне грчко-католичанске цркве у Сјеверној Америци, на чијем челу је стајао митрополит Платон (Рождественски), престале су канонски општити са Московском патријаршијом и формирали су тзв. „Сјеверноамерички митрополитски округ“ или „Сјеверноамеричку митрополију“. Дио руских парохија је прешао под управу Руске заграничне цркве, а дио је остао вјеран Московској патријаршији. Дана 19. децембра 1927, на засједању „Синода епископа америчких дијецеза Руске православне цркве“ била је издана грамата о оснивању нове црквене структуре — „независне аутономне и аутокефалне“ Америчке цркве на челу са Платоном (Рождественским). Свештена јерархија Московске патријаршије је неколико пута упозоравала митрополита Платона и његове сљедбенике на могуће канонске казне, али то није помогло да се расколничке парохије поврате.
Крајем 1960-их, при активном посредништву митрополита Никодима (Ротова), протојереја Александра Шмемана и низа других извјесних црквених дјелатника, био је постигнут компромис са Сјеверноамеричком митрополијом. Дана 9. априла 1970, Свети синод Руске цркве је обновио канонско општење с митрополијом, отклонивши канонске мјере са њене јерархије. Дана 10. априла исте године, патријарашким томосом дарована је аутокефалност „Руској православној грчко-католичанској цркви у Сјеверној Америци“, и од тада се она назива Православна црква у Америци.
Томос о аутокефалности Православне цркве у Америци је установио њену јурисдикцију на простору сјевероамеричког континента, укључујући Хаваје, а изузимајући Мексико. Под јурисдикцију Православне цркве у Америци нису ушле све парохије и клир канонских јединица Руске православне цркве у САД и Канади, јер су изразиле жељу да остану под окриљем патријарха московског.
Парохије Руске православне цркве, које су састављале Едмонтску и канадску епархију, од тог момента су преобраћене у Патријарашке парохије у Канади. Парохије, њих 44, које су улазиле у састав егзархата Руске православне цркве у САД, преобраћене су у Патријарашке парохије у САД.
Сагласно томосу о аутокефалности Православне цркве у Америци, оне патријарашке парохије у САД или Канади, које изразе жељу да уђу у састав Православне цркве у Америци, могу то урадити на основу сагласности двију страна.

## Организација
У саставу Патријарашких парохија у Канади има 25 парохија и црквених општина.
Катедрални сабор Свете великомученице Варваре у Едмонтону, Покровска парохија у Отави, парохија Светог Тихона у Торонту, и још 22 општине, из економских разлога, обједињене су у два парохијска округа: Orthodox V (основан 1980-их) и Orthodox IX (основан 1995). Римски број у називу парохијских округа означава број црквених општина које су дале иницијативу да се приступи таквом обједињавању.
На челу Патријарашких парохија у Канади се налази господин Јов (Смакоуз), епископ каширски, викарни архијереј Московске епархије. Епископ Патријарашких парохија нема у титули било какав амерички (канадски) назив.